# 兔粪曲霉
兔粪曲霉（学名：Aspergillus leporis）是属于散囊菌目发菌科曲霉属的一种真菌，可生长在兔粪、土壤等基物上。该种分布于中国、美国等地。